# Blåvingad ara
Blåvingad ara (Primolius maracana) är en fågel i familjen västpapegojor inom ordningen papegojfåglar.

## Utbredning och systematik
Fågeln förekommer från östra Brasilien till Paraguay och nordöstligaste Argentina. Den behandlas som monotypisk, det vill säga att den inte delas in i några underarter.

## Status
IUCN kategoriserar arten som nära hotad.

## Namn
Fågelns vetenskapliga artnamn maracana kommer av Maracanā, "barkgnagare", ett tupínamn för en ara.

## Bilder

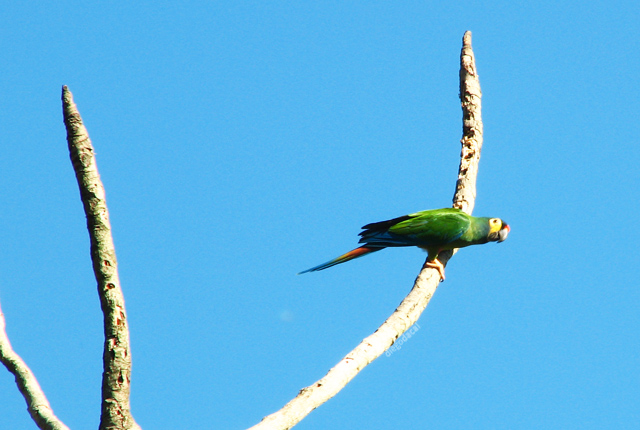
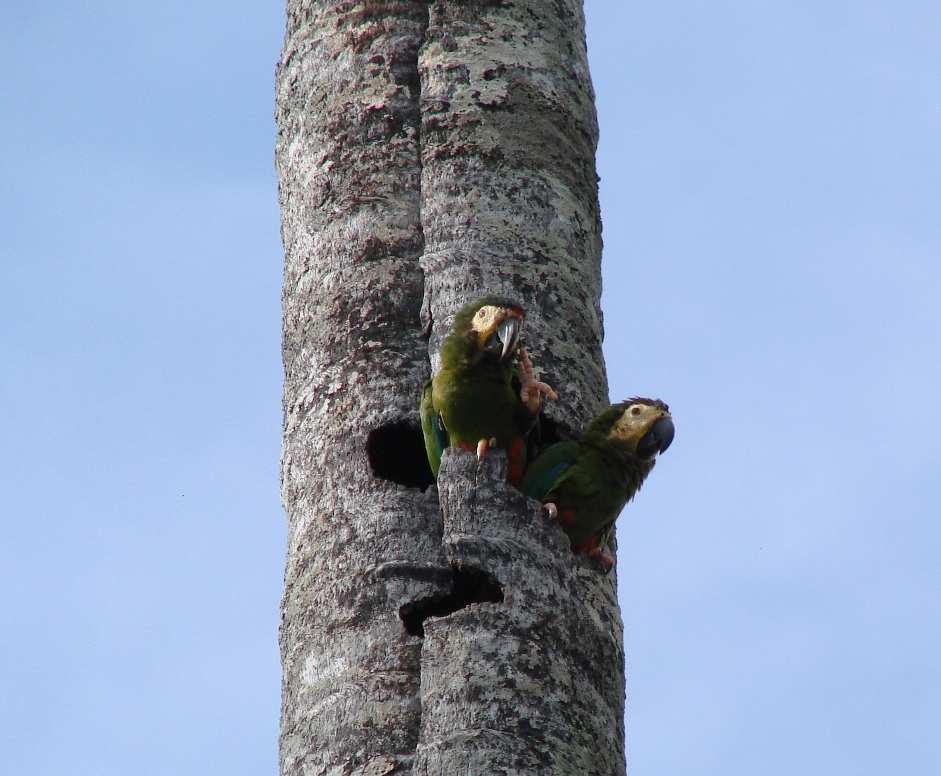
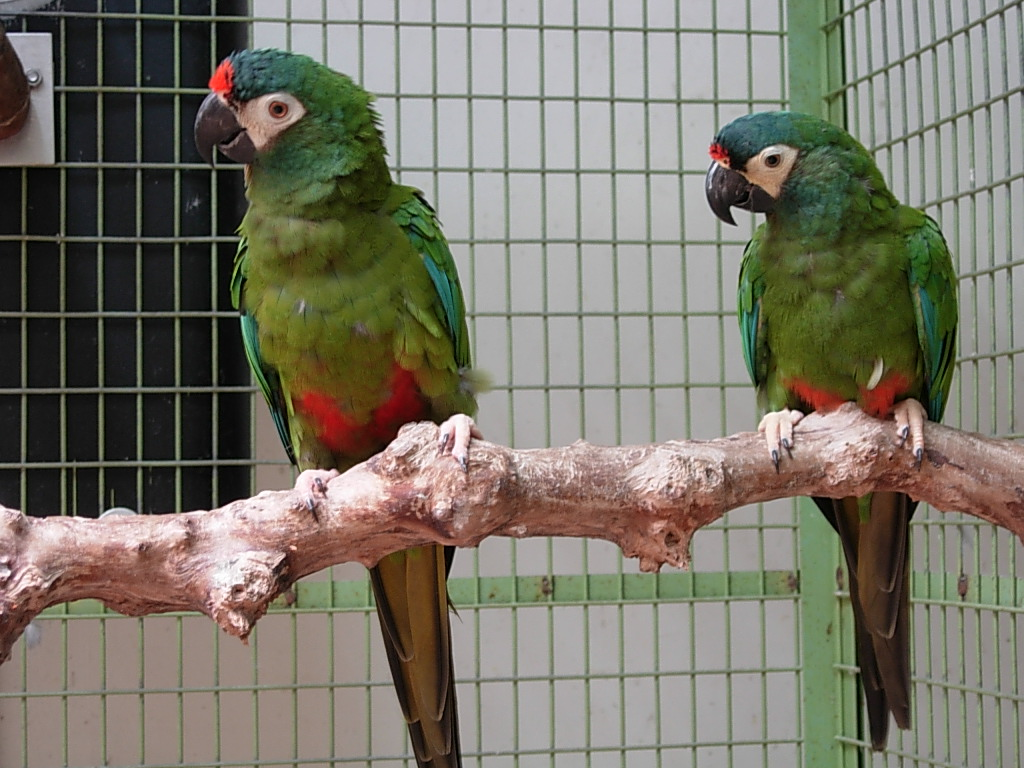